# Клапам
Клапам (енгл. Clapham) је округ у југозападном делу Лондона у оквиру општина Ламбет и Вандсворт. 

## Локација
Поштански округ Клапама је SW4, али Клапам је у прошлости обухватао и делове SW8, SW9 и SW12. Парк у Клапаму је подељен између Лондонске општине Вандсворт, иако Ламбет има одговорност за управљање парка у целини. Према попису из 2001. године, Клапам и центар града у Стоквелу заједно су имали популацију од 65.513 становника. У административне и изборне сврхе — у Клапаму постоје 3 одељења: Парк у Клапаму, Град Клапам и Торнтон одељење. Делови Северног Клапама смештени су у оквиру Брикстонског изборног одељења Ферндејла и изборног одељења у Стоквелу. Део SW4 поштанског округа северно од Јунион роуда и Станице у Стоквелу припада области Стоквела. Велики делови Јужног Батерсија често се односе на Клапам, због места на коме се налази Clapham Junction железничка станица и њене близине Парку у Клапаму, као и због њене релативне удаљености од историјског села у Батерсију.

Железничку станицу познату као Clapham Junction првобитно је назвао Battersea Junction њен архитекта, како би означио њену географску локација.
Нажалост, била је преименована у Clapham Junction као пи-ар проба — веровало се да би више путника путовало у и из станице са тако ‘отменим’ именом. Људи из Батерсија противили су се идеји да се о њима говори да живе у Клапаму. Обратили су се и Гугл мапама, са успехом, како би исправили свако упућивање на ову област. Често се обраћају новинирима, ТВ и радио извештачима, због "лењег извештавања".
Укратко, постоји област позната као Clapham Junction у Батерсију, а не у Клапаму.

## Парк у Клапаму и Град Клапам
Парк у Клапаму чини 1 km² површине зеленог простора, са три језерцета и старим подијумом. Теже се примети због великих грузијских и викторијских палата, и Старог града у Клапаму, који је у близини. Такође, ту се налази и Свето Тројство Клапам, грузијска црква из 18. века, важна за историју евангелистичке клапамске секте. Стари град је мешавина грузијске, викторијске и архитектуре краљице Ане. Град Клапам обухвата Клапам Хај стрит и стамбене улице укључујући Клапам Манор улицу, где је смештен Забавни центар Клапама, као и Вен улицу у којој се налази биоскоп, ресторани и продавница хране.

## Јужни Клапам
Јужни Клапам је велики стамбени простор који обухвата делове Парка укључујући Кавендиш пут и јужни део Краљеве авеније која води до Хајд фарме. Такође у њему се налази одвојен део Клапама до јужног дела Најтингејл улице и ограничен Најтингејл сквером, Олдриџ путем и Балхам Хилом. Област Балхам Хила се такође уобичајено сматра за део Јужног Клапама, због своје близине станици метроа, иако је технички у Балхаму. Западни део Парка у Клапаму је под SW4 клапамским поштанским округом, иако је технички у Батерсију. Абевил село је округ у оквиру Клапама који је смештен између јужног дела Парка у Клапаму и Кларенс авеније и синоним је за изборно Одељење Парка у Клапаму. Област је у центру кратког пресека углавном независних продавница и ресторана у оквиру ширег, иначе стамбеног пута.

## Северни Клапам
Северни Клапам лежи на обе стране пута Клапам и граничи се са Стоквелом код Јунион пута и Стирлинг пута. Постоји знак Партнерства Града Стоквела северно Јунион пута који означава границу између Северног Клапама и Стоквела. Северни део Северног Клапама смештен је у оквиру одељења Ларкхол, и има архитектонски значајну област Сибела, док јужни део лежи у оквиру одељења Ферндејл и обухвата путеве Лендор, Ферндејл и Бедфорд који воде у Брикстон.